# Милославский район

Милославский район

Милосла́вский райо́н — административно-территориальная единица (район) и муниципальное образование (муниципальный район) на юго-западе Рязанской области России.
Административный центр — посёлок городского типа Милославское.

## География
Расположен в центральной части Русской равнины, в пределах Среднерусской возвышенности и Окско-Донской равнины, в южной природно-экономической зоне Рязанской области.
Площадь района составляет 1392 км², протяжённость территории с севера на юг — 42 км, с запада на восток — 59 км. Административный центр района — п.г.т. Милославское. Расстояние до областного центра (г. Рязань) — 136 км.
Милославский район граничит на севере со Скопинским районом, на северо-востоке — с Ряжским районом, на юго-западе — с Данковским районом Липецкой области, на юге — с Лев-Толстовским районом Липецкой области, на юго-востоке — с Чаплыгинским районом Липецкой области, на западе — с Куркинским и Кимовским районами Тульской области.
Основные реки — Ранова, Паника, Сухая Полотебня, Кочуровка, Питомша, Брусна, Мокрая Полотебня, Муравка, Круглянка, Рожня и Дриска. По границе с Липецкой областью на двух участках района протекает Дон. По территории района проходит водораздел Атлантического океана (бассейн Дона, впадающего в Азовское море) и Каспийского моря (бассейн Оки, впадающей в Волгу).

## История
Центр района известен с XIV века как село Мирославщина — вотчина потомка татарских ханов Мирзы Салахмира (после крещения — Иван Мирославич), перешедшего на службу к рязанскому князю Олегу и женившегося на его сестре Анастасии. Село было сожжено крымскими татарами, вновь возродилось в 1676 году как вотчина боярина М. Милославского.
12 июля 1929 года был образован Милославский район Тульского округа Московской области. Район был создан на территории Милославской и части Побединской волостей Скопинского уезда Рязанской губернии.
В состав района вошли сельсоветы: Архангельский, Барановский, Бахаровский, Больше-Подовеченский, Борщевский, Воейковский, Воскресенский 1-й, Воскресенский 2-й, Горюшкинский, Давлетьевский, Дегтярский, Ермоловский, Заболотьевский, Ивановщинский, Измайловский, Казначеевский, Кочуро-Высельский, Краснослободский, Курбатовский, Ляпуновский, Микулинский, Мураевинский, Мышенский, Ольховский, Покрово-Гагаринский, Покрово-Шишкинский, Рано-Верховский, Софиевский, Спасский, Спасско-Высельский, Студеновский и Сухорожинский.
30 июля 1930 года округа были упразднены и район отошёл в прямое подчинение Мособлисполкому.
10 декабря 1932 года из Скопинского района в Милославский были переданы Кочугуровский, Кочугуро-Высельский и Ольшанский с/с.
31 июля 1937 года образован Милославский с/с.
В соответствии с постановлением от 26 сентября 1937 года из Московской области были выделены Тульская и Рязанская области. Милославский район вошёл в состав вновь образованной Рязанской области.
3 июня 1959 года к Милославскому району был присоединён Чернавский район.

## Население
| 1939    | 1959    | 1970    | 1979    | 1989    | 2002    | 2009    | 2010    | 2012    |
| ------- | ------- | ------- | ------- | ------- | ------- | ------- | ------- | ------- |
| 38 570  | ↗51 010 | ↘37 001 | ↘26 314 | ↘20 808 | ↘16 564 | ↘14 643 | ↘13 455 | ↘13 193 |
| 2013    | 2014    | 2015    | 2016    | 2017    | 2018    | 2019    | 2020    | 2021    |
| ↘13 046 | ↘12 959 | ↘12 763 | ↘12 594 | ↘12 463 | ↘12 169 | ↘11 829 | ↘11 732 | ↘11 061 |
| 2023    |         |         |         |         |         |         |         |         |
| ↘10 730 |         |         |         |         |         |         |         |         |

### Урбанизация
Городское население (посёлки городского типа Милославское и Центральный) составляет 49,4 % населения района.

### Национальный состав
По итогам переписи населения 2020 года проживали следующие национальности (национальности менее 0,1 % и другое, см. в сноске к строке «Другие»):
| Национальность | Численность, чел. | Доля     |
| -------------- | ----------------- | -------- |
| Русские        | 10 055            | 90,90 %  |
| Турки          | 266               | 2,40 %   |
| Киргизы        | 244               | 2,21 %   |
| Армяне         | 111               | 1,00 %   |
| Таджики        | 65                | 0,59 %   |
| Украинцы       | 38                | 0,34 %   |
| Узбеки         | 31                | 0,28 %   |
| Татары         | 31                | 0,28 %   |
| Молдаване      | 14                | 0,13 %   |
| Другие         | 206               | 1,87 %   |
| Итого          | 11 061            | 100,00 % |

## Территориальное устройство
В рамках административно-территориального устройства, Милославский район включает 2 посёлка городского типа и 8 сельских округов.
В рамках организации местного самоуправления, муниципальный район делится на 10 муниципальных образований, в том числе 2 городских и 8 сельских поселений.
| №  | Муниципальное образование              | Административный центр       | Количество населённых пунктов | Население (чел.) | Площадь (км²) |
| -- | -------------------------------------- | ---------------------------- | ----------------------------- | ---------------- | ------------- |
| 1  | Милославское городское поселение       | рабочий посёлок Милославское | 1                             | ↘4180            | 10,50         |
| 2  | Центральное городское поселение        | рабочий посёлок Центральный  | 1                             | ↘1121            | 1,10          |
| 3  | Богородицкое сельское поселение        | село Богородицкое            | 11                            | ↗620             | 140,80        |
| 4  | Большеподовечинское сельское поселение | село Большое Подовечье       | 17                            | ↗509             | 113,40        |
| 5  | Горняцкое сельское поселение           | посёлок Горняк               | 24                            | ↗1066            | 196,80        |
| 6  | Кочуровское сельское поселение         | село Кочуры                  | 14                            | ↗778             | 248,80        |
| 7  | Липяговское сельское поселение         | село Липяги                  | 12                            | ↘479             | 141,60        |
| 8  | Милославское сельское поселение        | посёлок Южный                | 19                            | ↘609             | 180,20        |
| 9  | Павловское сельское поселение          | посёлок Совхоз «Большевик»   | 11                            | ↘684             | 162,90        |
| 10 | Чернавское сельское поселение          | село Чернава                 | 10                            | ↘929             | 195,70        |

## Населённые пункты
В Милославском районе 120 населённых пунктов, в том числе 2 городских (пгт) и 118 сельских.
| №   | Населённый пункт            | Тип              | Население | Муниципальное образование              |
| --- | --------------------------- | ---------------- | --------- | -------------------------------------- |
| 1   | 2-й фермы                   | посёлок          | 0         | Горняцкое сельское поселение           |
| 2   | Андреевка                   | посёлок          | 7         | Павловское сельское поселение          |
| 3   | Архангельское               | село             | ↘266      | Кочуровское сельское поселение         |
| 4   | Арцыбашево                  | деревня          | ↘12       | Горняцкое сельское поселение           |
| 5   | Арцыбашевской Шахты-3       | посёлок          | 115       | Горняцкое сельское поселение           |
| 6   | Бабинка                     | деревня          | 4         | Милославское сельское поселение        |
| 7   | Барановка                   | деревня          | 5         | Горняцкое сельское поселение           |
| 8   | Бахаровка                   | деревня          | 0         | Горняцкое сельское поселение           |
| 9   | Богородицкое                | село             | ↘252      | Богородицкое сельское поселение        |
| 10  | Большое Подовечье           | село             | ↘209      | Большеподовечинское сельское поселение |
| 11  | Боршевое                    | село             | ↘255      | Павловское сельское поселение          |
| 12  | Борщевка                    | деревня          | ↘45       | Большеподовечинское сельское поселение |
| 13  | Бугровка                    | деревня          | ↘219      | Липяговское сельское поселение         |
| 14  | Буково                      | деревня          | 7         | Чернавское сельское поселение          |
| 15  | Бухвостово                  | деревня          | 1         | Горняцкое сельское поселение           |
| 16  | Воейково                    | село             | ↘229      | Кочуровское сельское поселение         |
| 17  | Воскресенское-1             | деревня          | ↘74       | Богородицкое сельское поселение        |
| 18  | Гаи                         | деревня          | 20        | Липяговское сельское поселение         |
| 19  | Горлачевка                  | село             | ↘16       | Кочуровское сельское поселение         |
| 20  | Горняк                      | посёлок          | ↘266      | Горняцкое сельское поселение           |
| 21  | Горохово                    | деревня          | ↘16       | Чернавское сельское поселение          |
| 22  | Гремячка                    | деревня          | 16        | Милославское сельское поселение        |
| 23  | Гротовский                  | посёлок разъезда | 7         | Большеподовечинское сельское поселение |
| 24  | Гулынки                     | деревня          | 18        | Большеподовечинское сельское поселение |
| 25  | Давлетьево                  | деревня          | 7         | Милославское сельское поселение        |
| 26  | Данилово                    | деревня          | 38        | Чернавское сельское поселение          |
| 27  | Дегтярка                    | село             | ↘123      | Большеподовечинское сельское поселение |
| 28  | Дивилки                     | деревня          | 9         | Липяговское сельское поселение         |
| 29  | Дубасово                    | деревня          | 12        | Кочуровское сельское поселение         |
| 30  | Дубровка                    | деревня          | 0         | Кочуровское сельское поселение         |
| 31  | Дулово                      | посёлок          | 0         | Милославское сельское поселение        |
| 32  | Екатериновка                | деревня          | 61        | Липяговское сельское поселение         |
| 33  | Елизаветино                 | деревня          | 0         | Липяговское сельское поселение         |
| 34  | Ермоловка                   | деревня          | ↘41       | Кочуровское сельское поселение         |
| 35  | Жерновки                    | село             | ↘26       | Павловское сельское поселение          |
| 36  | Заболотовское               | село             | ↘27       | Кочуровское сельское поселение         |
| 37  | Зелёный                     | посёлок          | 175       | Горняцкое сельское поселение           |
| 38  | Зеркалы                     | деревня          | 0         | Милославское сельское поселение        |
| 39  | Змеевка                     | село             | ↘138      | Чернавское сельское поселение          |
| 40  | Знаменка                    | село             | ↘0        | Большеподовечинское сельское поселение |
| 41  | Ивановщина                  | деревня          | 7         | Кочуровское сельское поселение         |
| 42  | Измайлово                   | село             | ↘0        | Богородицкое сельское поселение        |
| 43  | Казначеевка                 | деревня          | ↘102      | Горняцкое сельское поселение           |
| 44  | Карасевка                   | деревня          | 0         | Липяговское сельское поселение         |
| 45  | Кикино                      | деревня          | ↘14       | Богородицкое сельское поселение        |
| 46  | Копи                        | посёлок          | 15        | Павловское сельское поселение          |
| 47  | Корневской                  | посёлок          | 1         | Богородицкое сельское поселение        |
| 48  | Кочугуро-Выселки            | деревня          | 0         | Горняцкое сельское поселение           |
| 49  | Кочуры                      | село             | ↘346      | Кочуровское сельское поселение         |
| 50  | Красный                     | посёлок          | 0         | Большеподовечинское сельское поселение |
| 51  | Красный Октябрь             | посёлок          | 2         | Милославское сельское поселение        |
| 52  | Липяги                      | село             | ↘266      | Липяговское сельское поселение         |
| 53  | Лодыженка                   | посёлок          | 4         | Липяговское сельское поселение         |
| 54  | Лошаки                      | деревня          | ↘0        | Липяговское сельское поселение         |
| 55  | Лубянка                     | деревня          | 3         | Милославское сельское поселение        |
| 56  | Ляпуновка                   | деревня          | 2         | Большеподовечинское сельское поселение |
| 57  | Малое Подовечье             | деревня          | ↘57       | Большеподовечинское сельское поселение |
| 58  | Малые Подовечинские Выселки | деревня          | 0         | Большеподовечинское сельское поселение |
| 59  | Масальщино                  | деревня          | ↘7        | Милославское сельское поселение        |
| 60  | Микулино                    | деревня          | ↘9        | Горняцкое сельское поселение           |
| 61  | Милославское                | пгт              | ↘4180     | Милославское городское поселение       |
| 62  | Мирный                      | посёлок          | 0         | Павловское сельское поселение          |
| 63  | Михайловка                  | деревня          | ↘0        | Богородицкое сельское поселение        |
| 64  | Молодёжный                  | посёлок          | 97        | Горняцкое сельское поселение           |
| 65  | Мураевня                    | село             | ↘295      | Милославское сельское поселение        |
| 66  | Мышенка                     | село             | ↘7        | Кочуровское сельское поселение         |
| 67  | Мякишево                    | деревня          | 4         | Горняцкое сельское поселение           |
| 68  | Нарышкино                   | деревня          | 8         | Милославское сельское поселение        |
| 69  | Николаевка                  | деревня          | 27        | Чернавское сельское поселение          |
| 70  | Николаевка                  | деревня          | 0         | Чернавское сельское поселение          |
| 71  | Новая                       | деревня          | 6         | Большеподовечинское сельское поселение |
| 72  | Ново-Александрово           | село             | ↘123      | Павловское сельское поселение          |
| 73  | Озерки                      | село             | ↘119      | Богородицкое сельское поселение        |
| 74  | Ольхи                       | деревня          | ↘8        | Кочуровское сельское поселение         |
| 75  | Ольшанка                    | село             | ↘0        | Горняцкое сельское поселение           |
| 76  | Павловское                  | село             | ↘25       | Павловское сельское поселение          |
| 77  | Питомша                     | село             | ↘0        | Горняцкое сельское поселение           |
| 78  | Подкидышево                 | деревня          | 0         | Кочуровское сельское поселение         |
| 79  | Подноволоки                 | деревня          | ↘56       | Горняцкое сельское поселение           |
| 80  | Покрово-Гагарино            | село             | ↘45       | Милославское сельское поселение        |
| 81  | Помново                     | деревня          | 4         | Павловское сельское поселение          |
| 82  | Поплевино                   | деревня          | 2         | Горняцкое сельское поселение           |
| 83  | Потапово                    | село             | ↘132      | Чернавское сельское поселение          |
| 84  | Пробуждение                 | посёлок          | 7         | Горняцкое сельское поселение           |
| 85  | Пролетарский                | посёлок          | 63        | Милославское сельское поселение        |
| 86  | Прямоглядово                | деревня          | 0         | Липяговское сельское поселение         |
| 87  | Рано-Верхи                  | деревня          | 7         | Милославское сельское поселение        |
| 88  | Растегаевка                 | село             | ↘0        | Горняцкое сельское поселение           |
| 89  | Ржовщино                    | деревня          | 0         | Горняцкое сельское поселение           |
| 90  | Роговое                     | деревня          | ↘45       | Горняцкое сельское поселение           |
| 91  | Савинка                     | деревня          | 8         | Милославское сельское поселение        |
| 92  | Садовая                     | деревня          | 11        | Горняцкое сельское поселение           |
| 93  | Сандыри                     | деревня          | 2         | Большеподовечинское сельское поселение |
| 94  | Свистовка                   | деревня          | 23        | Большеподовечинское сельское поселение |
| 95  | Селезневка                  | деревня          | 101       | Большеподовечинское сельское поселение |
| 96  | Сергиевский                 | посёлок          | 7         | Богородицкое сельское поселение        |
| 97  | Сергиевское                 | село             | ↘11       | Богородицкое сельское поселение        |
| 98  | Сергиевское                 | село             | ↘11       | Липяговское сельское поселение         |
| 99  | Советский Мир               | посёлок          | 3         | Милославское сельское поселение        |
| 100 | Совхоз «Большевик»          | посёлок          | 309       | Павловское сельское поселение          |
| 101 | Софиевка                    | деревня          | 57        | Милославское сельское поселение        |
| 102 | Спасские Выселки            | деревня          | 0         | Милославское сельское поселение        |
| 103 | Спасское                    | посёлок станции  | 0         | Богородицкое сельское поселение        |
| 104 | Спасское                    | село             | ↘236      | Богородицкое сельское поселение        |
| 105 | Старое Курбатово            | село             | ↘0        | Большеподовечинское сельское поселение |
| 106 | Сухорожня                   | деревня          | ↘0        | Кочуровское сельское поселение         |
| 107 | Толстые                     | деревня          | 39        | Чернавское сельское поселение          |
| 108 | Топилы                      | посёлок станции  | 64        | Павловское сельское поселение          |
| 109 | Топилы                      | село             | ↘53       | Павловское сельское поселение          |
| 110 | Трухачевка                  | деревня          | 4         | Горняцкое сельское поселение           |
| 111 | Ухтомка                     | село             | 12        | Липяговское сельское поселение         |
| 112 | Федяевка                    | деревня          | 0         | Кочуровское сельское поселение         |
| 113 | Хорошевка                   | деревня          | 0         | Большеподовечинское сельское поселение |
| 114 | Центральный                 | пгт              | ↘1121     | Центральное городское поселение        |
| 115 | Чернава                     | село             | ↘846      | Чернавское сельское поселение          |
| 116 | Чернавские Выселки          | деревня          | 4         | Чернавское сельское поселение          |
| 117 | Чернышовка                  | деревня          | 5         | Милославское сельское поселение        |
| 118 | Чибезы                      | деревня          | 2         | Большеподовечинское сельское поселение |
| 119 | Шишкино                     | деревня          | 25        | Горняцкое сельское поселение           |
| 120 | Южный                       | посёлок          | 354       | Милославское сельское поселение        |

В 1993 г. упразднены посёлок Дальний Ольшанского сельсовета и деревня Кунаково Даниловского сельсовета.

## Экономика
Нефтебаза, спиртзавод, молочный комбинат и другие предприятия.
В районе выращивают пшеницу, рожь, ячмень, овёс, просо, гречиху, горох, вику, сахарную и кормовую свёклу, картофель, кукурузу (на силос), многолетние травы. Разводят крупный рогатый скот, свиней, овец, лошадей. Месторождения бурого угля, торфа. Добыча известняка, кирпичной глины, песка.

## Транспорт

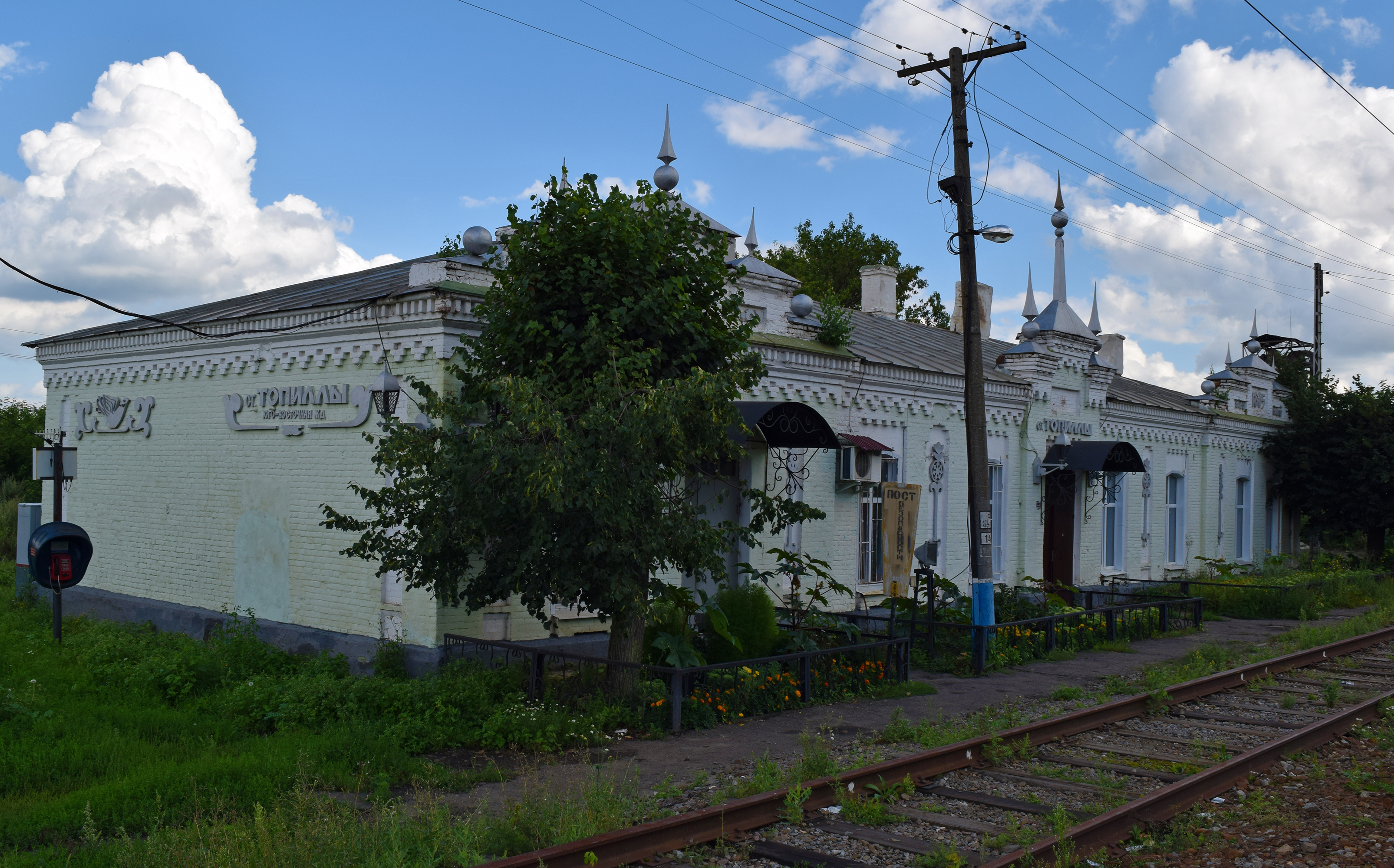
Здание вокзала железнодорожной станции Топиллы

По территории района проходит участок Юго-Восточной железной дороги — линия Павелец-Раненбург. Междугороднее автобусное сообщение представлено ежедневными рейсами по маршрутам Чернава-Рязань, Милославское-Скопин, Центральный-Скопин и другими.

## Культура и образование
В Милославском районе действуют 24 общеобразовательные школы, 5 дошкольных учреждений. В деревне Гремячка открыт музей П. П. Семёнова-Тян-Шанского.

## Достопримечательности
Архитектурные памятники района:

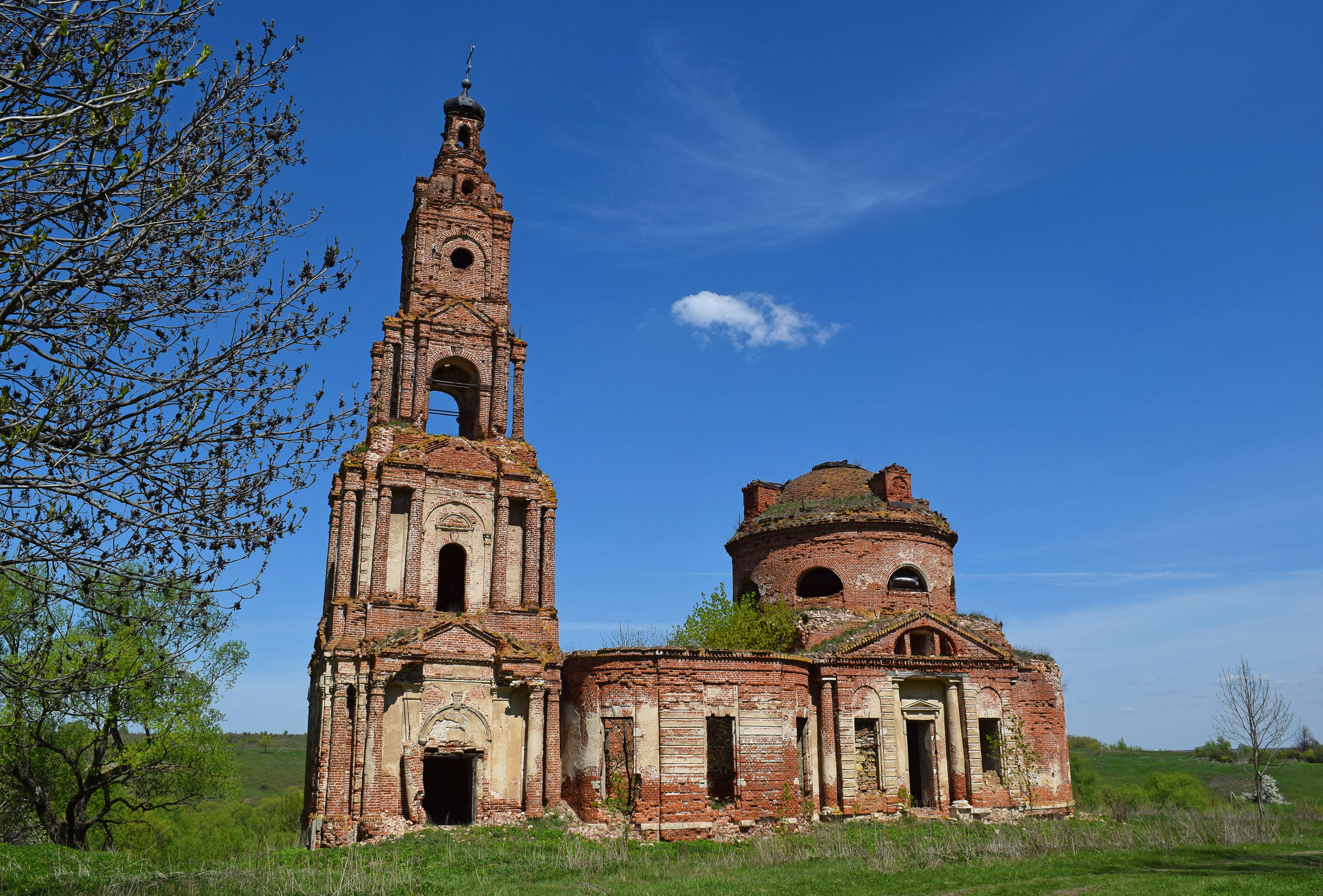
Фёдоровская церковь (1806)

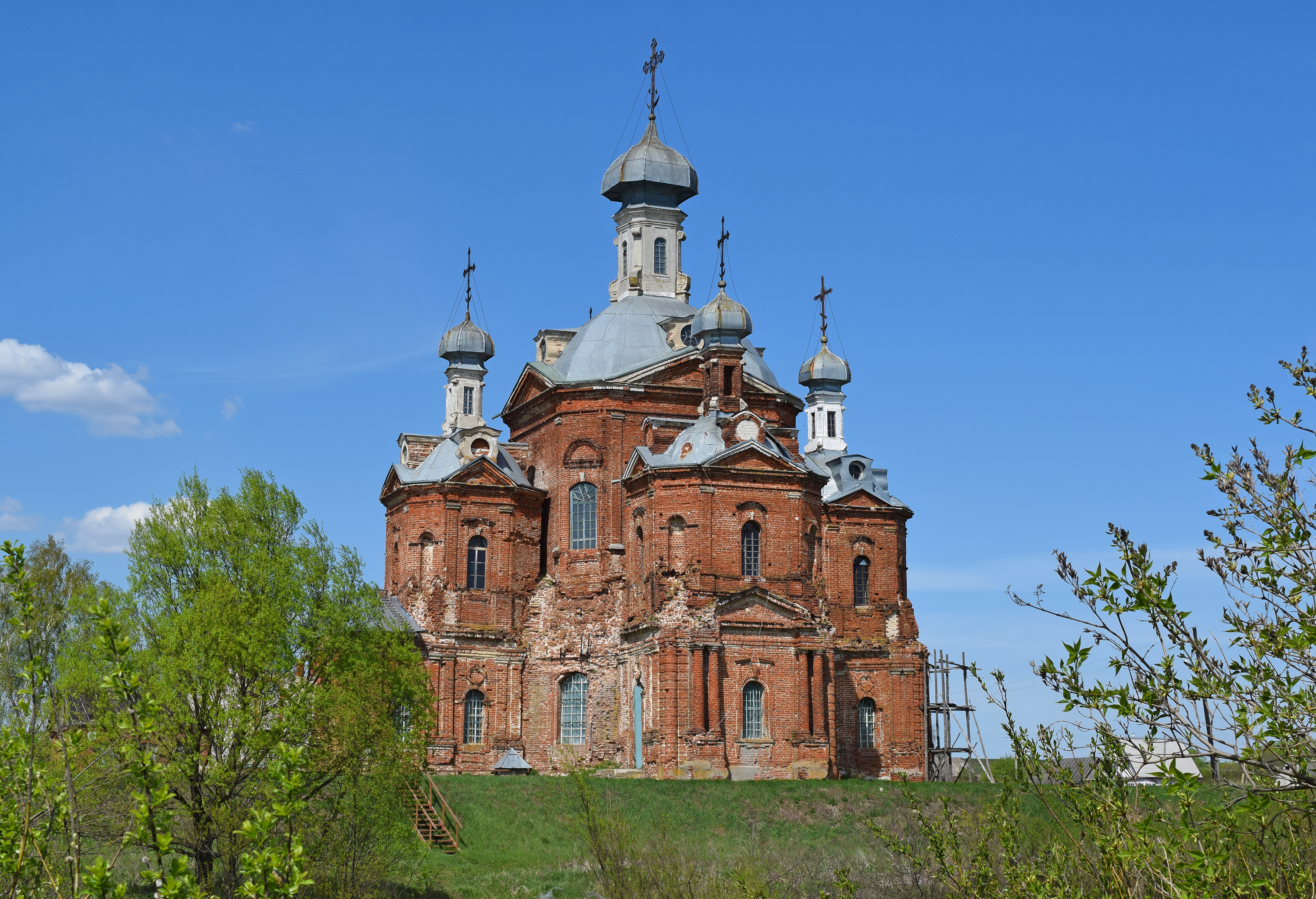
Покровская церковь (1776)

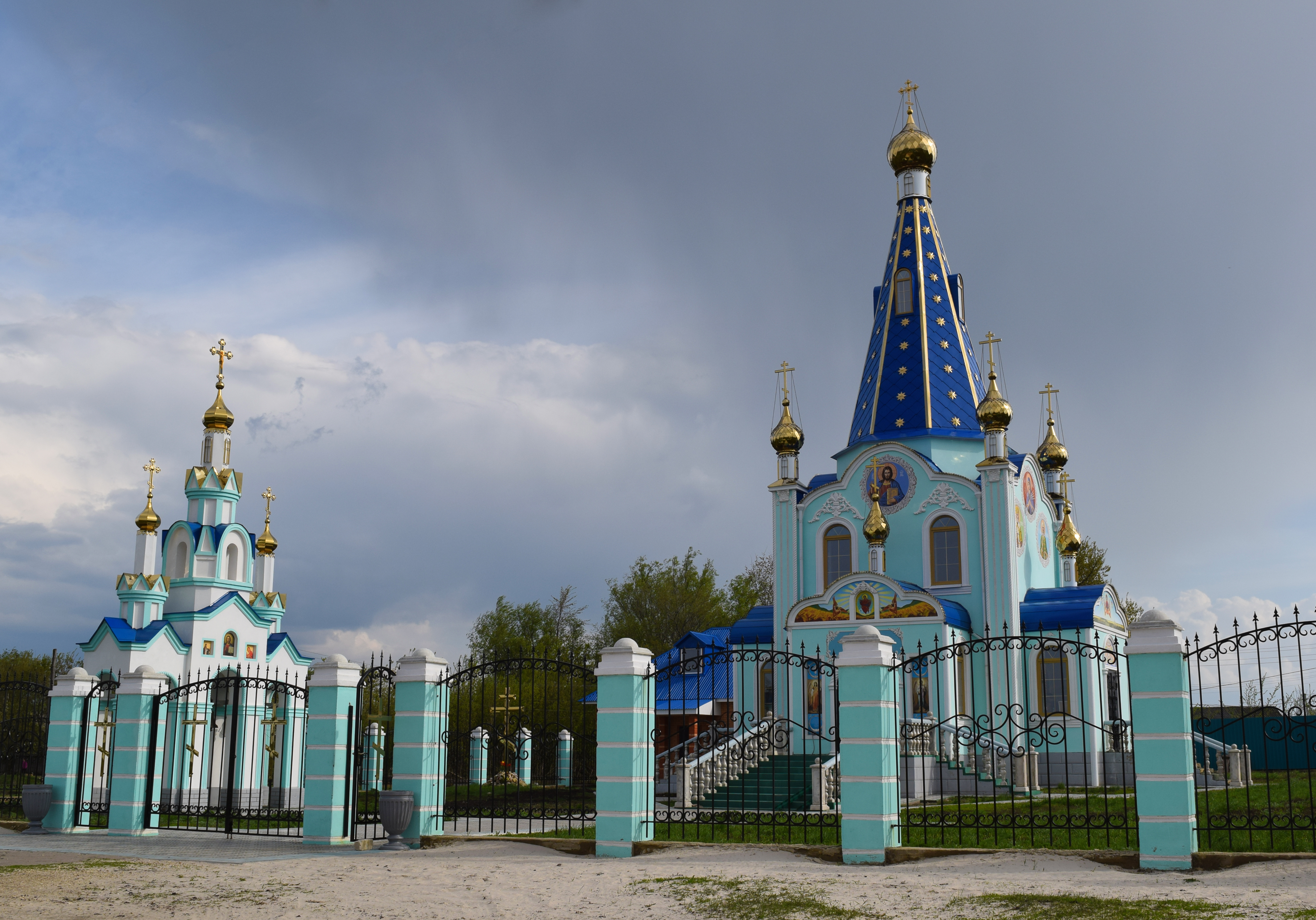
Церковь Иконы Божией Матери Спорительница Хлебов (2016)

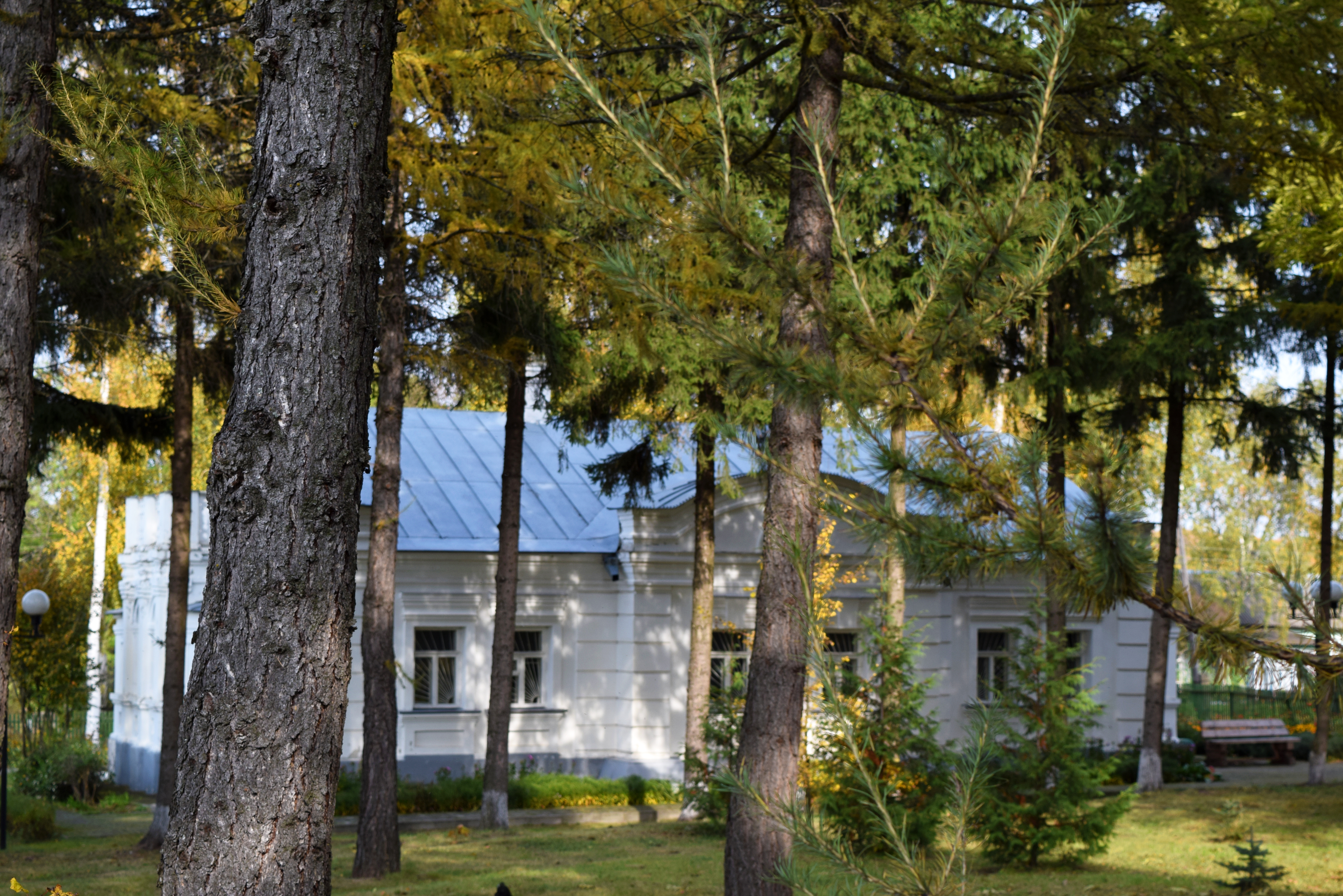
Мемориальный музей П. П. Семёнова-Тян-Шанского в д. Гремячка

- с. Воейково — Казанская церковь (1781, 1836)
- д. Гремячка — Мемориальный музей П. П. Семёнова-Тян-Шанского
- с. Старое Курбатово — Фёдоровская церковь (1806)
- с. Липяги — Успенская церковь (1812)
- с. Мураевня — церковь Казанской Богоматери (1840)
- с. Ново-Александрово — церковь Рождества Богородицы (1836)
- с. Покрово-Гагарино — Покровская церковь (1776, действующая)

## Известные уроженцы
См. также: Категория:Родившиеся в Милославском районе
- Алексеев, Василий Иванович (1942—2011) — спортсмен (тяжелая атлетика), заслуженный мастер спорта. Чемпион Олимпийских игр (1972, 1976), мира (1970-71, 1973-75, 1977-78), Европы (1970-75, 1977-78), СССР (1970-76) во 2-м тяжелом весе. Установил 80 мировых рекордов, 81 рекорд СССР.
- Ариничев, Василий Георгиевич (1924) — токарь Московского завода «Молния», Герой Социалистического Труда (1971)
- Беляев, Евгений Степанович (1934), Герой Социалистического Труда, заслуженный механизатор РСФСР, звеньевой механизированного звена совхоза «Прогресс» Милославского района.
- Боклевский, Константин Петрович (1862—1928), русский инженер-кораблестроитель, организатор и декан (1902—1923) первого в России кораблестроительного факультета Петербургского политехнического института. Сын известного художника-иллюстратора, живописца и литографа Петра Михайловича Боклевского (1816—1897), уроженца Рязани.
- Дудукин, Михаил Михайлович (1930), Герой Социалистического Труда, управляющий отделением совхоза «Липяговский» Милославского района.
- Ерзиков, Фёдор Петрович (1918—1944), гвардии старший лейтенант, командир артиллерийской батарея 2-го гвардейского минометного полка, Герой Советского Союза.
- Ерошин, Иван Евдокимович (1894—1965), поэт, сотрудник большевистской печати, участник революционного движения.
- Зотов, Иван Семёнович (1919—1982) — гвардии старший сержант, механик-водитель танка Т-34 1-го танкового батальона, Герой Советского Союза.
- Иванушкин, Павел Фёдорович (1920—1981) — сапёр, командир отделения, Герой Советского Союза.
- Иустин (Вишневский) (1748—1826) — епископ Пермский и Екатеринбургский.
- Коборов, Николай Ксенофонтович (1928—1983) — статистик, кандидат экономических наук, доцент, ректор Московского экономико-статистического института (1961—1966).
- Колесников, Сергей Алексеевич (1890—1943) — один из организаторов создания Советской власти в Рязанской губернии. Член Рязанского Совета рабочих депутатов (1917) — губернский комиссар труда (1918). Первый председатель губернского совета профсоюзов. Делегат XVII Всероссийского съезда Советов и X съезда РКП(б).
- Коршунов, Константин Ионович (1920) — гвардии старший лейтенант, командир эскадрильи 29-го гвардейского истребительного авиационного полка, Герой Советского Союза. Почетный гражданин г. Волхов Ленинградской области.
- Костюков, Иван Васильевич (1909—1974) — прозаик
- Краснов, Николай Иванович (1919—2001) — сержант, наводчик орудия 1852-го истребительно-противотанкового артиллерийского полка, Герой Советского Союза. Один из переулков г. Данкова назван его именем.
- Купцов, Сергей Андреевич (1922) — старший лейтенант, заместитель командира 154-го гвардейского Оршанского Краснознамённого штурмового авиационного полка, Герой Советского Союза.
- Мисюрев, Александр Петрович (1902—1966) — работник органов госбезопасности. Генерал-майор (1943).
- Молотков, Николай Васильевич (1941) — поэт, член Союза писателей России, лауреат областной литературной премии имени Я. П. Полонского. С 1991 по 1996 годы — полномочный представитель президента России по Рязанской области. С 1997 до июня 2008 года — ответственный секретарь Рязанской регионального отделения Союза писателей России.
- Овинников, Сергей Михайлович (1923—1943) — командир орудия 4-й батареи 414-го артполка 149-й стрелковой дивизии. Участник освобождения г. Дмитровск-Орловского на Курской дуге (август 1943 г.), Герой Советского Союза. Его именем названа улица в г. Дмитровск-Орловском.
- Петрова, Мария Григорьевна (1919—2003) — Герой Социалистического Труда, бригадир свиноводческой фермы совхоза «Большевик» Милославского района
- Поликахин, Илья Иванович (1922—1997) — гвардии рядовой взвода разведки 953-го стрелкового полка, Герой Советского Союза. Участник освобождения Севастополя. Изображён на диораме «Штурм Сапун-горы» 7 мая 1944 года в момент броска гранаты.
- Полотебнев, Алексей Герасимович (1838—1907/08) — учёный-материалист, один из основоположников современной дерматологии.
- Полотебнов, Алексей Герасимович (1838—1908) — основатель русской дерматологической школы, доктор медицины, профессор ПМХА.
- Самсонов, Василий Акимович (1899—1963) — советский военачальник, генерал-майор.
- Семёнов-Тян-Шанский, Леонид Дмитриевич (1880—1917) — поэт-символист, прозаик.
- Смирнов, Максим Михайлович (псевдоним — Макс Смирнов) (1885—1923), поэт и видный общественный деятель в Туле.
- Тюрьмин, Николай Иванович (1921—1941) — герой-комсомолец, зверски замученный фашистами. Похоронен в родном селе.
- Фаткин, Сергей Степанович (1918) — гвардии старший лейтенант, командир звена 165-го гвардейского штурмового авиационного полка, Герой Советского Союза.
- Шкурин, Василий Митрофанович (1916—1943) — капитан, заместитель командира стрелкового батальона 1035-го стрелкового полка, Герой Советского Союза.